# Perdizes (kommun)
Perdizes är en kommun i Brasilien.   Den ligger i delstaten Minas Gerais, i den sydöstra delen av landet, 400 km söder om huvudstaden Brasília. Antalet invånare är 14 391.
Omgivningarna runt Perdizes är huvudsakligen savann. Runt Perdizes är det mycket glesbefolkat, med 5 invånare per kvadratkilometer.